# Fundamentalistische Hermeneutik
Die hinter der fundamentalistischen Bibelauslegung stehende hermeneutische Position (vgl. Biblische Hermeneutik) ist eine von verschiedenen Herangehensweisen in der Exegese der Bibel. Sie vertritt in ihrem Selbstverständnis einen Absolutheitsanspruch, die einzig richtige Herangehensweise zu sein.

## Allgemeines
Die fundamentalistische Bibelauslegung ist Teil des theologischen Konzepts des christlichen Fundamentalismus.
Theologische Grundlagen bezieht die fundamentalistische Bibelauslegung von der renommierten Princeton-Theologie der Achtzigerjahre des 19. Jahrhunderts, erarbeitet von den Professoren Archibald Alexander Hodge und Benjamin B. Warfield als Reaktion auf die von Europa kommende liberale Theologie.
Warfield und Hodge vertraten entschieden die Inspiration der Bibel gegenüber der historisch-kritischen Exegese, allerdings nicht einfach im Sinn eines Diktats. Das Wort Gottes sei wahrhaft göttlich im Sinn, aber auch echt menschlich im Stil und Ausdruck. Ebenso würde sich die Schrift im Originaltext als irrtumsfrei herausstellen, wenn alle Fakten bekannt und der Text richtig ausgelegt sei.
Diese differenzierte Sicht, die in etwa der heutigen evangelikalen Exegese entspricht, entwickelte sich in den Zwanzigerjahren im Fundamentalismus weiter zu einer absoluten Sicht einer Bibel, die wörtlich diktiert sei und in jeder Beziehung wörtlich genommen werden müsse.
Die Vorgehensweise einer fundamentalistischen Bibelauslegung steht einer evangelikalen Exegese manchmal nahe, jedoch fordern die Vertreter beider Zugänge zur Bibel eine sorgfältige Differenzierung. Sie grenzen sich auch ab von der konservativen Exegese.

## Charakteristika fundamentalistischer Hermeneutik

### Verbalinspiration
Die Schrift ist Wort für Wort inspiriert, d. h. wortwörtlich vom Heiligen Geist eingegeben (sogenannte „Verbalinspiration“). Die Bibel ist wortwörtlich zu verstehen. Die Bibel gibt das Geschehen exakt wieder (nicht nur Wunder sind Tatsachenberichte, auch historische oder naturwissenschaftliche Beschreibungen).

### Irrtumsfreiheit der Schrift
Aus der Verbalinspiration folgt, dass die Bibel auch irrtumsfrei sein muss, denn Gott als Autor kann nicht irren. Bei heutigen Fundamentalisten bezieht sich diese Irrtumslosigkeit sowohl auf theologische als auch auf naturwissenschaftliche Angaben und ebenso auf alle prophetischen Aussagen.

### Harmonisierung
Da alle Passagen der Bibel gleich heilig sind, können keine Widersprüche innerhalb der Heiligen Schrift bestehen. Gegensätze zwischen verschiedenen biblischen Aussagen sind nur scheinbar Gegensätze. Insofern werden charakteristische Akzentuierungen verschiedener literarischer Schichten in der Bibel harmonisiert. Sich unterscheidende parallele Überlieferungen werden z. B. als nacheinander doppelt vorgefallene Begebnisse aufgefasst.

### Relativierung des Alten Testaments
Das Alte Testament wird dem Neuen Testament untergeordnet. Es hat im Zweifelsfall eine dienende bzw. illustrierende Funktion für die Aussagen des Neuen Testaments.

### Geschichtslosigkeit
Es gibt keine geschichtlichen Entwicklungen. Die biblische Lehre war fertig, als der letzte Buchstabe der Bibel geschrieben war – im Geiste Gottes war sie sogar schon vor der Schöpfung fertig – und sie galt damals genau so wie sie heute gilt.

### Absolute Auslegung
Die fundamentalistische Auslegung der Bibel wird als einzig richtige und völlig objektive Auslegung gesehen. Mögliche subjektive Interpretationen durch die Sichtweise des Auslegers werden nicht in Betracht gezogen. Der fundamentalistische Ausleger schließt bei sich selbst auch jede Eisegese (etwas in die Bibel hineinlesen) aus.